# Novovodeane, Znameanka
Novovodeane (în ucraineană Нововодяне) este un sat în comuna Kazarnea din raionul Znameanka, regiunea Kirovohrad, Ucraina.

## Demografie
Componența lingvistică a localității Novovodeane
     Ucraineană (93,92%)
     Rusă (4,05%)
     Belarusă (2,03%)
Conform recensământului din 2001, majoritatea populației localității Novovodeane era vorbitoare de ucraineană (93,92%), existând în minoritate și vorbitori de rusă (4,05%) și belarusă (2,03%).